# دوشیزه بالابلند رنگارنگ
دوشیزه بالابلند رنگارنگ(نام علمی: Gladiolus angustus) نام یک گونه از سرده گلایول است.